# Big Syke
Big Syke, né Tyruss Himes le 31 mars 1968 à Inglewood en Californie et mort le 5 décembre 2016 à la suite de problèmes cardiaques à l'âge de 48 ans à Los Angeles (Californie), est un rappeur américain. Son nom de scène s'inspire du surnom qui lui était attribué pendant son enfance, Little Psycho. Il fait partie du label G-Unit West.

## Biographie
En 1990, Big Syke lance un groupe de hip-hop appelé Evil Mind Gangstas avec les rappeurs Domino.
Il fait la rencontre du rappeur 2Pac en 1992, puis se joint à son groupe Thug Life, aux côtés de Mopreme Shakur et Macadoshis. Ils publient un premier album Thug Life: Volume 1 en 1994 qui devient disque d'or. Après la dissolution du groupe et l'emprisonnement de Tupac, Big Syke rejoint le groupe Outlawz, sous le pseudonyme de Moozaliny,. Le 15 octobre 1996, il publie son premier album studio, Be Yo' Self.
Le 25 septembre 2001 sort un deuxième album, Big Syke Daddy. En 22 octobre 2002, il publie son album homonyme, Big Syke. En octobre 2007, il publie un album collaboratif, Reincarnated Volume 1, avec September 7th.

## Discographie

### Albums studio
- 1996 : Be Yo' Self
- 2001 : Big Syke Daddy
- 2002 : Street Commando
- 2002 : Big Syke

### Albums collaboratifs
- 1994 : Thug Life: Volume 1
- 2001 : Thug Law: Thug Life Outlawz Chapter 1
- 2003 : Thug Law: Thug Life Outlawz Chapter 2
- 2007 : Reincarnated Volume 1

### Mixtapes
- 2007 : Big Syke: Volume 1